# Albert Andersen
Albert Andersen (Peter Johan Albert Antomius Andersen; * 17. Februar 1891 in Rudkøbing; † 7. Dezember 1977 in Frederiksberg) war ein dänischer Langstreckenläufer.
Bei den Olympischen Spielen 1920 in Antwerpen kam er im Crosslauf auf den 20. Platz. Über 10.000 m qualifizierte er sich mit seiner persönlichen Bestzeit von 32:58,4 min für das Finale, in dem er nicht das Ziel erreichte.
1920 und 1922 wurde er Dänischer Meister im Crosslauf.